# Chiesa di Sant'Andrea Apostolo (Paliano)
La chiesa di Sant'Andrea Apostolo è la parrocchiale di Paliano, in provincia di Frosinone e sede suburbicaria di Palestrina; fa parte della vicaria di San Vito Romano-Paliano.

## Storia
La primitiva chiesa di Sant'Andrea, menzionata già nel 1224, venne sostituita da un nuovo luogo di culto nel XVI secolo voluto da Marcantonio I Colonna; nel 1584 l'edificio non risultava ancora ultimato, anche se la cripta era già adoperata per la sepoltura dei membri della famiglia Colonna.
Nel Seicento, all'epoca del cardinale Girolamo Colonna, la parrocchiale fu interessata su progetto dell'architetto Antonio Del Grande da un rimaneggiamento in occasione dei quale si provvide a rieidificare la facciata e all'aggiunta di un'ulteriore ala.
Il 15 novembre 1728 venne consacrato l'altare maggiore e nel 1743, tramite bolla datata 4 aprile, la chiesa fu elevata al rango arcipretale da papa Benedetto XIV; nel 1790 si procedette al rifacimento delle capriate e del tetto.
L'evento sismico del 1915 arrecò alla chiesa alcuni danni, che furono sanati con un restauro che si concluse nel 1933; in questa occasione le lesene vennero stuccate e dipinte a finto marmo.
Nel 1975 la collegiata venne adeguata alle norme postconciliari mediante l'aggiunta dell'ambone e dell'altare rivolto verso l'assemblea.
L'edificio fu al centro di un restauro tra il 2012 e il 2016, allorché si provvide a rifare gli intonaci e a consolidare la struttura.

## Descrizione

### Esterno
La barocca facciata a salienti della chiesa, rivolta a oriente, è suddivisa da una cornice marcapiano in due registri, entrambi scanditi da lesene; quello inferiore, più largo, presenta centralmente il portale d'ingresso, affiancato da due nicchie, e ai lati i due ingressi minori, sormontati da finestre a lunetta, mentre quello superiore è caratterizzato da un ampio oculo e coronato dal timpano di forma triangolare.
Annesso alla parrocchiale è il campanile a base quadrata, la cui cella presenta su ogni lato una monofora sormontata da una finestrella ovale ed è coronata dalla guglia piramidale. 

### Interno
L'interno dell'edificio, coperto dal soffitto cassettonato, si compone di tre navate, separate da pilastri sorreggenti degli archi a tutto sesto, sopra i quali corre la cornice modanata e aggettante su cui si imposta un registro caratterizzato da finestre; al termine dell'aula si sviluppa il presbiterio, rialzato di alcuni gradini, delimitato da balaustre e chiuso dall'abside di forma semicircolare.
Qui sono conservate diverse opere di pregio, tra le quali l'affresco ritraente la Madonna in trono con il Bambino, risalente al 1632 e proveniente dalla cappella della Madonna di Zancanti, la tela con soggetto il Martirio di Sant'Andrea, eseguito da Tommaso Conca, la pala raffigurante il Battesimo di Gesù, firmata da Giacomo Lisia, e l'organo, costruito nel 1727 dalla ditta Catarinozzi.